# Ford Landau (Brasilien)
Der Ford Landau war ein PKW der oberen Mittelklasse, den Ford do Brasil 1970 auf der São Paulo Auto Show vorstellte und von 1971 bis 1983 in seiner Fabrik in São Paulo baute. Dieser Wagen wurde Fords Spitzenmodell in Brasilien. Er basierte auf dem Galaxie. 1976 unterschied er sich deutlicher von Galaxie und LTD und bekam einen neuen, leichteren 4,9-l-V8-Motor. Ein grundlegendes Facelift ließ ihn dem Lincoln Continental von 1965 ähnlich sehen.

## US-amerikanische Wurzeln, aber brasilianischer Stil
Der Landau stand zusammen mit den US-amerikanischen Modellen Galaxie 500 und LTD 1976 als Fords neues Spitzenmodell in den Schaufenstern der Autohändler. Alle drei Modelle hatten den neuen V8-Motor mit 4942 cm³ Hubraum und einer Leistung von 198 bhp (146 kW), der den alten V8 mit 4,8 l Hubraum ersetzte, aber der Galaxie und der LTD behielten die Konstruktionselemente von den US-amerikanischen Originalen. Anfangs war der Landau nur in einer Lackfarbe („Prata Continental“, dt.: continentalsilber), eine exklusive Metallicfarbe, erhältlich. Auch das Vinyldach war in silber gehalten.

## Alkoholmotoren
Am 25. Juni 1979, mitten in der Ölkrise in Brasilien, bot Ford für den Galaxie und den Landau einen 4,9-l-Motor mit erhöhter Verdichtung (11,0 : 1 anstatt 7,8 : 1) an. Dieser hatte doppelte Auspuffrohre, einen Ansaugverteiler aus Aluminium und einen vernickelten Vergaser, sodass er auch mit Ethanol betrieben werden konnte. Der erste Wagen ging an den damaligen brasilianischen Präsidenten, João Figueiredo.
Von insgesamt 77.647 Galaxie, die in 16 Jahren in Brasilien gebaut wurden, waren 2.492 Stück für Alkoholbetrieb ausgerüstet.

## Produktionszahlen
- 1971 – keine exakten Angaben
- 1972 – keine exakten Angaben
- 1973 - 3.539
- 1974 - 3.720
- 1975 - 2.911
- 1976 - 5.556
- 1977 - 2.422
- 1978 - 3.903
- 1979 - 4.412 (Benzin); 22 (Ethanol)
- 1980 - 1.390 (Benzin); 1.581 (Ethanol)
- 1981 - 538 (Benzin); 587 (Ethanol)
- 1982 - 929 (Benzin); 270 (Ethanol)
- 1983 - 93 (Benzin); 22 (Ethanol)

Bis 1980 sind auch die Zahlen des Ford LTD enthalten.